# Union du peuple russe
L’Union du peuple russe (en russe : Союз русского народа) est une organisation conservatrice et monarchiste du temps de l’Empire russe qui exista entre 1905 et 1917.
L'Union du peuple russe se prononçait contre la révolution et le parlementarisme et soutenait l'unité du pouvoir avec le peuple sous la forme d'un organe consultatif. Il fallait développer la conscience de soi nationale russe et l'union de tous les Russes pour travailler en commun au bien de l'empire russe selon la formule d'Ouvarov : « orthodoxie, autocratie, principe national ».

## Histoire
Le mouvement apparut au début du XXe siècle, mais se manifesta après la révolution de 1905, lorsque des personnalités souhaitant réconcilier la monarchie avec le peuple décidèrent de puiser dans les ressources historiques et religieuses de la Russie ancienne pour donner au pays un dynamisme qu’il semblait perdre depuis la guerre russo-japonaise.
Les trois premiers fondateurs de l’Union furent le médecin Alexandre Doubrovine, le peintre Apollon Maïkov et le moine Arsène Alexeïev. Ce dernier mit l’Union sous le patronage de Notre-Dame-de-Tikhvine en octobre 1905. La première réunion officielle se tint dans l'appartement de Doubrovine à Saint-Pétersbourg le 8/21 novembre 1905. Le médecin fut nommé président du Conseil de l’Union, et Apollon Maïkov vice-président avec l'ingénieur Trichatny et le marchand Baranov. Parmi les membres du Conseil, il y avait entre autres, Pavel Boulatsel (1867-1919), avocat et journaliste, et Gueorgui Boutmi qui évoluera vers la droite radicale.
Le premier meeting d'importance eut lieu à Moscou au Manège Saint-Michel et d'après les Souvenirs de Pavel Krouchevan réunit 20 000 personnes, dont deux évêques. L'Union était organisée par groupe de dix, de cent et de mille personnes. Elle envoya des délégués à Nicolas II, le 23 décembre 1905, pour l'assurer de sa fidélité. À la session de Kiev des associations monarchistes qui se tint du 1er au 7 octobre 1906 à Kiev, elle compta 67 délégués sur les 166 présents. À partir du 28 novembre 1905, elle publia un journal Le Drapeau russe avec un tirage de 3 000 exemplaires, ce qui était loin des tirages des journaux de la droite libérale ou de sensibilité de gauche. Jean de Cronstadt, le 26 novembre 1906, au Manège Saint-Michel de Moscou vint solennellement bénir la bannière (gonfalon) de l'Union représentant saint Georges, protecteur de Moscou, devant 30 000 personnes.
Entre 1906 et 1907, plusieurs ecclésiastiques et personnalités orthodoxes, ainsi que des officiers et des fonctionnaires subirent des attentats d'anarchistes ou de socialistes révolutionnaires. La situation était inquiétante et provoquait des réactions de durcissement du régime. Selon Krouchevan, dans son livre Combat pour la liberté, ces attentats se comptèrent dans cette période de troubles à plusieurs milliers.

## Scission
Vladimir Pourichkevitch (1870-1920), issu comme Krouchevan de la noblesse de Bessarabie, et qui avait pris au sein de l'Union un poste influent considérait qu'elle n'était pas assez efficace. Il mit Doubrovine au second plan, tout en prenant les publications du mouvement en main. Le conflit eut lieu à l'automne 1907 et en février 1908 à Saint-Pétersbourg. À partir du printemps 1908, des scissions eurent lieu aussi en province. Le 8 novembre 1908, Pourichkevitch créa une nouvelle organisation avec les dissidents qu'il nomma l'Union du peuple russe Saint-Michel-Archange. Elle était nettement plus radicale. Lors du Manifeste d'octobre, Doubrovine avait déjà déclaré que toute scission au sein des organisations monarchistes affaiblissait le régime, mais avec l'arrivée du comte Konovnitsyne en 1909, Doubrovine et ses amis se trouvèrent marginalisés. À la place du Drapeau russe, les nouveaux membres publièrent les journaux Zemchtchina et Vestnik. Entre 1909 et 1912, l'Union devint ingérable et Doubrovine fut écarté en 1911 par Nikolaï Markov, de plus en plus extrémiste. En août 1912, Doubrovine fonda une nouvelle association, tandis que le pouvoir de l'Union du peuple russe penchait de plus en plus vers les Centuries noires, sorte de milices auto-organisées d'extrême-droite et antisémites, ayant organisé nombre d'attentats contre des socialistes et des Juifs.
Après la révolution de février 1917, toutes les organisations monarchistes furent interdites.

## Idéologie
Le programme de l'Union du peuple russe fut défini lors de la session du 7 août 1906. Il constituait à faire prendre conscience au peuple russe de son identité historique et à unir toutes les forces russes autour de l'idée impériale, garante de l'indissolubilité de l'Empire et de l'union de ses différents peuples et nations. Ses maîtres mots étaient « orthodoxie, autocratie, nationalité » repris des principes du comte Ouvarov, ministre de l'Instruction du temps de Nicolas Ier, arrière-grand-père de l'empereur Nicolas II…
La vision du parlementarisme chez les membres de l'union était restrictive. Il ne fallait pas en faire un organe de pouvoir, mais plutôt une assemblée (du type de l'ancienne Sobor d'avant Pierre le Grand) auprès de laquelle, comme des États généraux, l'empereur pouvait prendre conseil et surtout s'appuyer. L'Union était opposée à une Douma à laquelle appartiendrait pleinement le pouvoir législatif et opposée au bureaucratisme de l'époque.

## Membres
- Pavel Boulatsel
- Le prince Alexandre Chtcherbatov
- Mikhaïl Kouzmine
- Mikhaïl Nesterov
- Vassili Rozanov
- Victor Vasnetsov